# Schefflera cavaleriei
Schefflera cavaleriei är en araliaväxtart som först beskrevs av Augustin Abel Hector Léveillé, och fick sitt nu gällande namn av David Gamman Frodin. Schefflera cavaleriei ingår i släktet Schefflera och familjen araliaväxter. Inga underarter finns listade.